# Iazigs

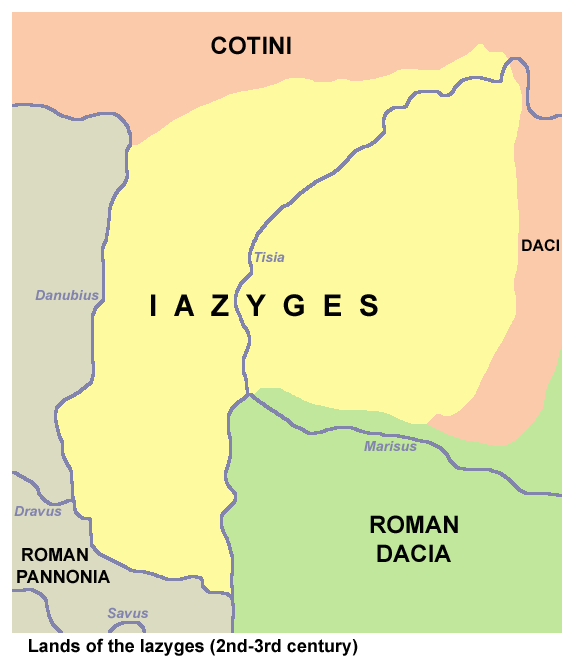

Els iazigs (grec antic: Ἰαζυγες, llatí: Iazyges) van ser un poble sàrmata que, originàriament vivia al Palus Maeotis (mar d'Azov), segons Estrabó i Claudi Ptolemeu.
Van ser aliats de Mitridates VI Eupator que els va donar armes. Més tard, apareixen a la zona del Danubi, a Besaràbia i Valàquia. L'any 50, es van dirigir a Pannònia i es van aturar a Transsilvània, d'on van expulsar els dacis, segons diuen Tàcit i Plini el Vell. Una part del poble no va participar en l'emigració i els autors clàssics llatins parlen dels iazigs metanastes pel seu origen (Ἰάζυγες οἱ Μετανάσται), els sàrmates amb els que els romans hi tenien sovint conflictes.
Al segle ii, Claudi Ptolemeu els situa a la zona del Danubi, el Theiss i a les muntanyes dels Carpats i esmenta algunes ciutats que els pertanyien: Uscenum (Οὔσκενον), Bormanum o Gormanum (Βόρμανον, Γόρμανον), Abieta o Abinta (Ἀβίητα, Ἄβιντα), Trissum (Τρισσόν), Candanum (Κάνδάνον), Parca (Πάρκα), Pessium (Πέσσιον) i Partiscum (Πάρτισκον). Sembla que aquestes ciutats no les van fundar els iazigs, que vivien en tendes i caravanes, sinó que eren dels antics habitants de la regió, eslaus. El iazigs eren aliats dels cuades contra els eslaus i els romans, explica Tàcit. L'any 92, van creuar el Danubi cap a territori romà i van derrotar la Legio XXI Rapax, però van ser rebutjats després d'un temps, l'any 96. L'any 104, Trajà va recuperar una part del territori que havia conquerit Decèbal, rei dels dacis, però l'any 107, l'emperador, que havia conquerit Dàcia, va enviar contra els iazigs al general Hadrià, que els va sotmetre, i el 115 Hadrià, ja emperador, va abandonar la zona i va deixar els iazigs independents, com a clients de Roma.
L'any 170, durant una guerra de Roma amb els parts, els marcomans, varistes, vàndals, hermundurs, sueus i cuades van travessar el riu Danubi i els iazigs se'ls van unir i van derrotar un exèrcit romà dirigit per Claudi Frontó, governador de Dàcia i de Mèsia, que va morir. Marc Aureli els va atacar el 171 i els va expulsar de la vora del Danubi, però aviat van tornar (el mateix hivern) i van provar de travessar el riu, que era gelat, però els romans els van sorprendre i els van tornar a derrotar. La guerra va seguir quatre anys i quan els romans estaven a punt de retirar-se per la revolta d'Avidi Cassi, el rei iazig Zanticus va oferir la pau i va lliurar milers de presoners romans i, segons el tractat signat, va posar a disposició de l'emperador uns vuit mil soldats, dels que uns cinc mil van ser enviats a Britànnia. Des de llavors, es van mantenir tranquils i amics de Roma.
Ells mateixos s'anomenaven sàrmates limigants i estaven dividits en lliures i serfs, que probablement eren els getes sotmesos per ells. Jeroni d'Estridó diu que els caps del poble tenien el títol d'arcagarantes. Els eslaus es van revoltar l'any 334 i es van aliar a victòfals i cuades. El 357-359, l'emperador Constanci II va fer una reeixida campanya contra ells i va rebre el títol de Sarmàtic. L'any 371, els romans van crear un fort que tenia també un aspecte comercial on feien el comerç amb els iazigs.
Després d'estar sotmesos breument als huns, van recuperar la independència i l'any 471 els seus reis Benga i Babai van ser derrotats davant Sigindinum (Belgrad) pel rei ostrogot Teodoric. Les lluites amb huns, gèpides i ostrogots van debilitar el poble, però els que van sobreviure es van mantenir a la zona del Theiss fins a l'arribada dels magiars.
L'altra branca dels iazigs (per a alguns, un poble sense cap relació) es va establir a la zona dels Carpats a Podlàquia, on van ser un poble separat almenys fins al segle x. Se'ls identifica amb els iazons que van combatre al costat dels cumans i que haurien originat el modern poble dels jasok a Hongria, hongaresos amb característiques específiques, avui pràcticament inexistents.